# Рункушору (Мехединци)
Рункушору (рум. Runcușoru) насеље је у Румунији у округу Мехединци у општини Бала. Oпштина се налази на надморској висини од 512 m.

## Становништво
Према подацима из 2002. године у насељу је живело 217 становника, од којих су сви румунске националности.